# Глуваков, Мария
Ма́рия Глува́ков-Меде́ница (серб. Марија Глуваков-Меденица; род. 1973, Сента, Сербия, Югославия) — сербская пианистка и музыкальный педагог.

## Биография
Родилась в 1973 году в Сенте, Югославия.
Училась в Институте музыкального искусства в Белграде в классе профессора Милоша Ивановича (Милош Ивановић). Затем окончила аспирантуру у профессора Милоша Ивановича и у Оливеры Джюрджевич (Оливер Ђурђевић) по специальностям: фортепиано и камерная музыка.
Окончила курсы «усовершенствования фортепианного мастерства» Арбо Вальдмы, Душана Трбоевича, Риты Кинки, Сергея Доренского и Андрея Писарёва.
В 1998—2004 годах преподавала в Институте музыкального искусства в Белграде (ассистент). С 2004 года преподаёт в Институте искусств Университета в Приштине; в 2004—2008 годах — специалист, с 2008 года — доцент.
Мария Глуваков имеет награды многих республиканских и союзных конкурсов бывшей Югославии, международных конкурсов 1995 года в Риме и Стрезе в Италии.